# Огурский сельсовет
Огурский сельсовет — муниципальное образование (сельское поселение) в Балахтинском районе Красноярского края. Административный центр — село Огур.

## География
Огурский сельсовет находится восточнее административного центра района. Удалённость административного центра сельсовета — села Огур от районного центра — посёлка Балахта составляет 23 км.

## История
Огурский сельсовет наделён статусом сельского поселения в 2005 году.

## Население
| 2010  | 2012  | 2013  | 2014  | 2015  | 2016  | 2017  |
| ----- | ----- | ----- | ----- | ----- | ----- | ----- |
| 1280  | ↘1279 | ↘1261 | ↗1270 | ↘1262 | ↘1235 | ↘1226 |
| 2018  | 2019  | 2020  | 2021  |       |       |       |
| ↘1208 | ↘1192 | ↘1145 | ↘1129 |       |       |       |

Гендерный состав
По данным Всероссийской переписи населения 2010 года 639 мужчин и 641 женщина из 1280 чел.

## Состав сельского поселения
В состав сельского поселения входят 4 населённых пункта:
| № | Населённый пункт | Тип населённого пункта       | Население |
| - | ---------------- | ---------------------------- | --------- |
| 1 | Красный Ключ     | деревня                      | ↘145      |
| 2 | Малая Тумна      | деревня                      | ↘225      |
| 3 | Огур             | село, административный центр | ↘682      |
| 4 | Щетинкина        | посёлок                      | ↘228      |